# Thiacidas curvata
Thiacidas curvata là một loài bướm đêm trong họ Noctuidae.